# Chantyjština
Chantyjština (chantština, chanty, také osťáčtina, chant. ханты ясаӈ) je ugrický jazyk, kterým mluví Chantů zejména v Chantymansijském autonomním okruhu a Jamaloněneckém autonomním okruhu v Rusku. V roce 2020 měla chantyjština 13 900 mluvčích.

## Popis
Ačkoliv je chantyjština jazykem s nevelkým počtem mluvčích, dělí se do mnoha dialektů. Ze západních dialektů jsou to například obdorianský (salechardský), obský a irtyšský. Z východních pak surgutský nebo vašsko-vasjuganský. Třetí skupinou jsou dialekty severní. Mnoho dialektů se dále dělí do poddialektů. Všechny se od sebe liší rozdílnými fonetickými, morfologickými a lexikálními rysy natolik, že tři hlavní dialekty jsou si navzájem nesrozumitelné. Lze tedy do jisté míry hovořit o třech samostatných chantyjských jazycích.

## Abeceda
Chantyjština používá cyrilici.
| А а | Ӓ ӓ   | Б б | В в   | Г г | Д д | Е е | Ё ё |
| Ә ә | Ӛ ӛ   | Ж ж | З з   | И и | Й й | К к | Ӄ ӄ |
| Л л | Л’ л’ | М м | Н н   | Ӈ ӈ | О о | Ӧ ӧ | Ө ө |
| Ӫ ӫ | П п   | Р р | С с   | Т т | У у | Ӱ ӱ | Ф ф |
| Х х | Ц ц   | Ч ч | Ч’ ч’ | Ш ш | Щ щ | Ъ ъ | Ы ы |
| Ь ь | Э э   | Ю ю | Я я   |     |     |     |     |

V letech 1931–1937 byla používána též latinka.
| A a | B в | D d | E e | Ә ә | F f | H h | Һ һ |
| I i | J j | K k | L l | Ļ ļ | Ł ł | M m | N n |
| Ņ ņ | Ŋ ŋ | O o | P p | R r | S s | Ş ş | S̷ s̷ |
| T t | U u | V v | Z z | Ƶ ƶ | Ƅ ƅ |     |     |

## Historie psané chantyjštiny
Psaná forma chantyjštiny byla poprvé vytvořena v roce 1930, a to na základě latinské abecedy. Používala se do roku 1937, kdy se začala užívat cyrilice (s přidaným písmenem ң [ŋ]). Literatura je obvykle psána kazymským, šuryškarským nebo středoobským dialektem, v médiích je používán převážně dialekt kazymský.

## Dialekty

### Vašský
Vašský dialekt je nazvaný podle řeky Vach.
Má přísnou vokálovou harmonii a tripartitní (ergativně-akuzativní) pádový systém:
Podmět (agent) transitivního slovesa je vyjádřen příponou instrumentálu (-nə-), zatímco předmět má příponu akuzativní. „Podmět“ slovesa intransitivního nemá pádovou koncovku, čímž je prakticky v pádu absolutivním. Transitivní sloveso souhlasí s agentem jako v systémech nominativně-akuzativních.

### Obský
Pojmenován podle řeky Obu. Na rozdíl od dialektu vašského nemá vokálovou harmonii.

## Gramatika

### Podstatná jména
Chantyjština rozlišuje tři gramatická čísla – singulár, duál (přípona -ŋən) a plurál (-(ə)t).
Chantyjština má také takzvané posesivní sufixy, které lze přeložit slovy „můj“, „tvůj“, atd. Tyto posesivní sufixy existují v singuláru, duálu i plurálu, a protože má chantyjština tři gramatická čísla a tři osoby, je posesivních sufixů celkem 27.
məs – kráva
məsem – moje kráva

məsemən – moje dvě krávy

məsew – moje krávy

### Zájmena
Osobní zájmena v nominaivu:
|          | SG  | DU  | PL  |
| 1. osoba | ma  | min | muŋ |
| 2. osoba | naŋ | nən | naŋ |
| 3. osoba | tuw | tən | təw |

### Číslovky
Chantyjské číslovky v porovnání s maďarskými a finskými:
| Číslovka | Chantyjsky | Maďarsky   | Finsky        |
| -------- | ---------- | ---------- | ------------- |
| 1        | yit, yiy   | egy        | yksi          |
| 2        | katn, kat  | kettő, két | kaksi         |
| 3        | xutəm      | három      | kolme         |
| 4        | nyatə      | négy       | neljä         |
| 5        | wet        | öt         | viisi         |
| 6        | xut        | hat        | kuusi         |
| 7        | tapət      | hét        | seitsemän     |
| 8        | nəvət      | nyolc      | kahdeksan     |
| 9        | yaryaŋ     | kilenc     | yhdeksän      |
| 10       | yaŋ        | tíz        | kymmenen      |
| 20       | xus        | húsz       | kaksikymmentä |
| 30       | xutəmyaŋ   | harminc    | kolmekymmentä |
| 40       | nyatəyaŋ   | negyven    | neljäkymmentä |
| 100      | sot        | száz       | sata          |